# Cygnus NG-13
Cygnus NG-13 var en flygning av en av företaget Northrop Grummans Cygnus rymdfarkoster till Internationella rymdstationen (ISS). Farkosten sköts upp med en Antares 230+ raket, från Wallops Flight Facility i Virginia, den 15 februari 2020.
Farkosten kallades S.S. Robert Lawrence Jr. och är uppkallad efter den avlidne amerikanske astronauten Robert H. Lawrence Jr. Han var den förste afroamerikan att genomgå astronaututbildning.
Målet med flygningen var att leverera material och förnödenheter till ISS.
Den 18 februari 2020 dockades farkosten med rymdstationen med hjälp av Canadarm2.
Farkosten lämnade rymdstationen den 11 maj 2020. Den brann som planerat upp i jordens atmosfär den 29 maj 2020.

### Fotnoter
1. ↑  ”NASA Space Science Data Coordinated Archive” (på engelska). NASA. https://nssdc.gsfc.nasa.gov/nmc/spacecraft/display.action?id=2020-011A. Läst 24 mars 2020.